# Выборгская ТЭЦ

Строительство нового энергоблока Выборгской ТЭЦ

Выборгская ТЭЦ — предприятие энергетики Санкт-Петербурга, входящее в ПАО «ТГК-1» (филиал «Невский»). Также известна, как ТЭЦ-17.
Обеспечивает электрической и тепловой энергией промышленные предприятия, жилые и общественные здания Калининского, Выборгского и частично Красногвардейского районов Санкт-Петербурга. Общая численность потребителей составляет около 400 тыс. человек.
Установленная электрическая мощность — 250,5 МВт
Установленная тепловая мощность — 1056,0 Гкал/ч
Основное топливо — газ, резервное — мазут

## История и деятельность
Выборгская ТЭЦ запущена в эксплуатацию 30 декабря 1954 года.
История строительства станции, последующих расширений и эксплуатации тесно связана с развитием энергетики города. Первоначально ТЭЦ строилась как новая заводская станция при Ленинградском Металлическом заводе, который наращивал мощности и в начале 1950-х годов был крупнейшим в стране производителем паровых турбин.
В 1954 году завершилась работа по строительству пускового комплекса ТЭЦ, а для укрепления кадров с других электростанций города на ТЭЦ перевели руководителей цехов и ведущих специалистов.
В 1958 году значимость ТЭЦ возросла: вместо заводской ТЭЦ она стала Выборгской ТЭЦ и была передана в состав городской системы Ленэнерго. 
В 2005 году в ходе реформирования энергетической отрасли Выборгская ТЭЦ совместно с другими электростанциями вошла в состав новой генерирующей компании ТГК-1.
В 2008 году началась реконструкция турбоагрегата № 4 с модернизацией действующего оборудования и заменой основных узлов турбины и генератора. В результате электрическая мощность турбоагрегата возросла со 100 до 123 МВт, тепловая — со 170 до 197 Гкал/ч. Т-123/130-130 УТЗ [ТГК-1. Филиал «Невский».]
В 2018 году в опытную эксплуатацию введена система экомониторинга [ТГК-1. Филиал «Невский».]

## Состав оборудования[1]
| Турбоагрегаты | МВт  | Год  | Котлы (шт.)  | Гкал/ч | Год       |
| Т-27,5-90     | 27,5 | 1954 | ТП—170 (2)   | 170    | 1954,1954 |
| Т-27,5-90     | 27,5 | 1959 | БКЗ-170 (1)  | 170    | 1961      |
| Т-100-130     | 100  | 1968 | БКЗ-Э20 (3)  | 320    | 1968-1970 |
| Т-123/130-130 | 123  | 2009 | ПТВМ-100 (5) | 100    | 1964-1973 |

## Конструктивные особенности
Дымовые трубы имеют высоту 120 метров, но различаются по диаметру. Труба бо́льшего диаметра (восточная) также служит опорой ЛЭП (другими примерами трубы-опоры ЛЭП являются Архангельская ТЭЦ в Архангельске, Ириклинская ГРЭС (пос. Энергетик, Оренбургская область), Каширская ГРЭС в Кашире, Конаковская ГРЭС в городе Конаково Тверской области): для этой цели использованы пилоны, закреплённые на дымовой трубе. На крыше здания ТЭЦ для этой цели установлен специальный портал (виден на фото справа). От него гибкие проводники идут к пилонам, закреплённым на трубе, а от неё — на электроподстанцию напротив ТЭЦ.